# (73056) 2002 FN2
(73056) 2002 FN2 – planetoida z pasa głównego asteroid okrążająca Słońce w ciągu 3,34 lat w średniej odległości 2,23 j.a. Odkryta 19 marca 2002 roku.